# Saint-nicolas-de-bourgueil (AOC)
Pour la commune, voir Saint-Nicolas-de-Bourgueil.
Le saint-nicolas-de-bourgueil est un vin d'appellation d'origine contrôlée produit sur le territoire de la commune de Saint-Nicolas-de-Bourgueil, en Indre-et-Loire. La superficie représente 1 050 hectares avec du cabernet franc N et cabernet sauvignon N comme cépage. Cette AOC produit presque exclusivement des vins rouges avec 2 % de vins rosés.

## Histoire

### Antiquité
C'est au IVe siècle que la vigne se propage sous l'impulsion de saint Martin et ses disciples.

### Moyen Âge
En 990, fondation de l’abbaye de Bourgueil, qui permet le développement du vignoble bourgueillois. Au Xe siècle, grâce au développement des voies de communication, les vignobles de la Loire se développent. Le cépage Breton fait son apparition en 1152, grâce à l’union politique de l’Anjou et de l’Aquitaine. Lorsque Henri II, comte d'Anjou, accède au trône d'Angleterre en 1154, le vignoble angevin connaît un véritable essor. 

### Période contemporaine
À partir de 1789, la Révolution française a des effets dévastateurs sur le vignoble angevin, à travers les guerres de Vendée. La crise du phylloxéra touche durement le vignoble à la fin du XIXe siècle. Création de l'appellation en 1937. Apparition de l'enjambeur dans les années 1960-70 qui remplace le cheval. Les techniques en viticulture et œnologie ont bien évolué depuis ces années (vendange en vert, table de triage, cuve en inox, pressoir électrique puis pneumatique, etc.). Le cahier des charges de l'appellation a été modifié en décembre 2023.

## Situation géographique

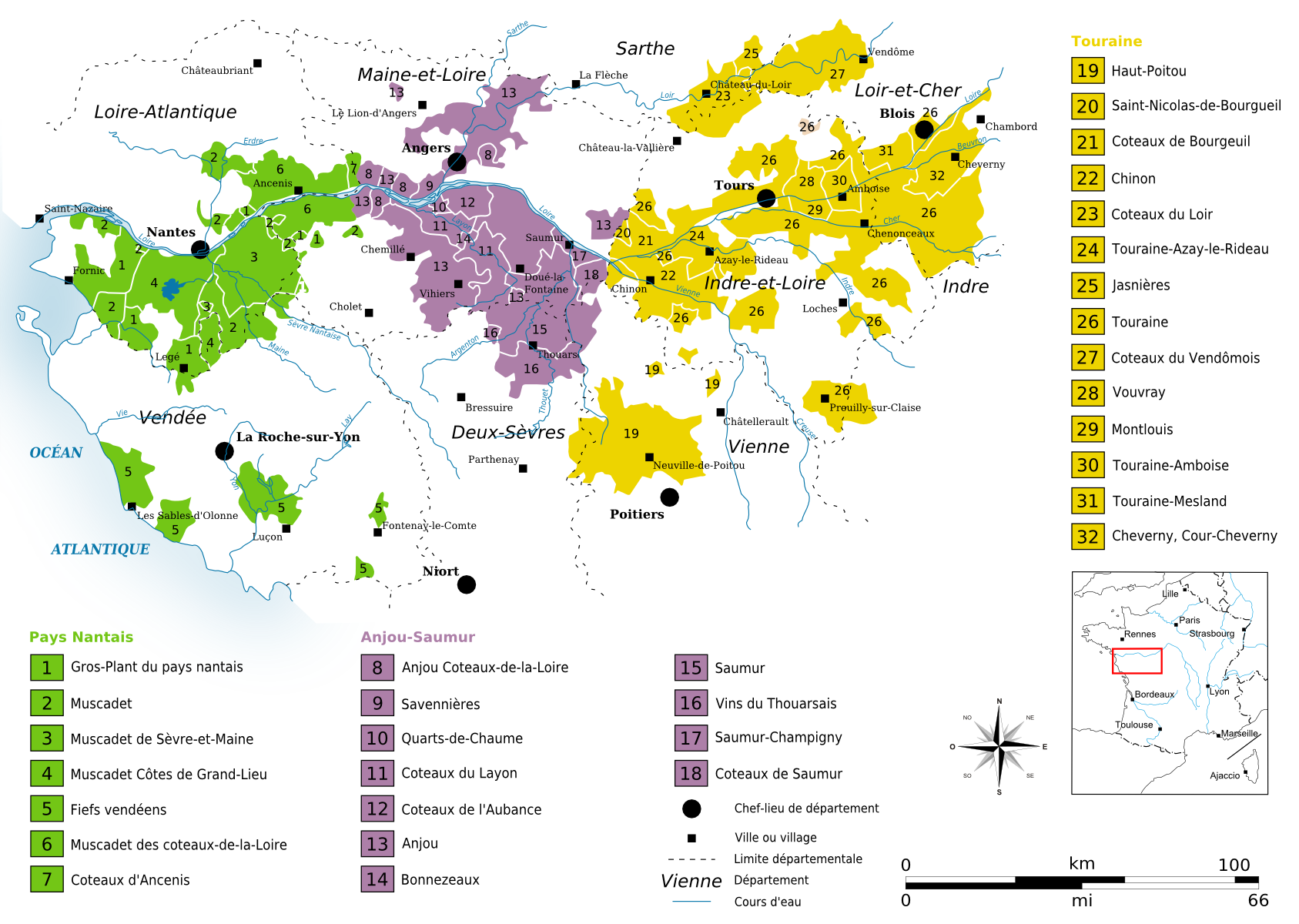
Les régions viticoles de Touraine, d'Anjou et de Basse Loire

Situé sur la commune de Saint-Nicolas-de-Bourgueil dans le département d'Indre-et-Loire, sur la rive droite de la Loire.

### Géologie et orographie
Les terrains sont essentiellement sablo-graveleux, à fond argileux et il y a quelques pentes qui sont argilo-calcaires.

### Climatologie
Climat tempéré qui est d'influence océanique. Température et précipitations d'Angers et Tours car cette AOC est située entre ces deux villes :
Pour la ville d'Angers (alt. 64 m), les valeurs climatiques de 1947 à 2008 sont :
| Mois                                                  | Janv | Fév  | Mars | Avr  | Mai  | Juin | Juil | Août | Sept | Oct  | Nov  | Déc  | Année |
| ----------------------------------------------------- | ---- | ---- | ---- | ---- | ---- | ---- | ---- | ---- | ---- | ---- | ---- | ---- | ----- |
| Températures minimales moyennes (°C)                  | 2,1  | 2,2  | 3,9  | 5,6  | 8,9  | 11,8 | 13,6 | 13,4 | 11,3 | 8,4  | 4,6  | 2,8  | 7,4   |
| Températures moyennes (°C)                            | 5    | 5,7  | 8,2  | 10.4 | 13,9 | 16,2 | 19,2 | 19,1 | 16,5 | 12,7 | 8    | 5,6  | 11,8  |
| Températures maximales moyennes (°C)                  | 7,9  | 9,2  | 12,6 | 15,3 | 19   | 22,6 | 24,9 | 24,7 | 21,8 | 17   | 11,4 | 8,4  | 16,2  |
| Moyennes mensuelles de précipitations (mm)            | 62,1 | 50,8 | 51,7 | 44,6 | 54,4 | 41,2 | 43,8 | 44,9 | 52,2 | 59,6 | 64,5 | 63,4 | 633,4 |
| Durée mensuelle d'ensoleillement (heures/mois)        | 70   | 92   | 141  | 179  | 201  | 234  | 248  | 237  | 191  | 129  | 89   | 65   | 1877  |
| Source : Climatologie de 1947 à 2008 - Angers, France |      |      |      |      |      |      |      |      |      |      |      |      |       |

Pour la ville de Tours (alt. 108 m), les valeurs climatiques de 1965 à 1990 sont :
| Mois                                                                              | Janv | Fév  | Mars | Avr  | Mai  | Juin | Juil | Août | Sept | Oct  | Nov  | Déc  | Année |
| --------------------------------------------------------------------------------- | ---- | ---- | ---- | ---- | ---- | ---- | ---- | ---- | ---- | ---- | ---- | ---- | ----- |
| Températures minimales moyennes °C                                                | 1,6  | 2    | 3,3  | 5    | 8,4  | 11,4 | 13,1 | 12,9 | 10,8 | 7,9  | 3,8  | 2,3  | 6,9   |
| Températures moyennes °C                                                          | 4,2  | 5,1  | 7,3  | 9,6  | 13,2 | 16,5 | 18,9 | 18,6 | 16,1 | 12,3 | 7,1  | 4,8  | 11,2  |
| Températures maximales moyennes °C                                                | 6,9  | 8,2  | 11,3 | 14,3 | 18,1 | 21,7 | 24,6 | 24,3 | 21,4 | 16,7 | 10,5 | 7,4  | 15,4  |
| Moyennes mensuelles de précipitations (mm)                                        | 63,3 | 61,6 | 54,3 | 51,4 | 67,5 | 47,5 | 53   | 40,9 | 54,3 | 61   | 63   | 65,9 | 683,7 |
| Source : Archives climatologiques mensuelles - Tours Saint-Symphorien (????-1990) |      |      |      |      |      |      |      |      |      |      |      |      |       |

## Vignoble

### Présentation
Ce vignoble en AOC s'étend sur environ 1 050 hectares sur la commune de Saint-Nicolas-de-Bourgueil. Saint Nicolas de Bourgueil est à la fois le nom du village et celui du vin rouge qu’il produit. Le volume de production est de 57 000 hectolitres dont 2 % de vins rosés.

### Encépagement
Les cépages sont le cabernet franc N (appelé localement « cabernet breton ») et le cabernet sauvignon N qui peut compléter l'encépagement dans la limite des 10 %.

### Méthodes culturales

#### Travail manuel
Ce travail commence par la taille. Le tirage des sarments suit la taille. Les sarments sont enlevés et peuvent être brûlés ou mis au milieu du rang pour être broyés. On passe ensuite aux réparations. Éventuellement des plantations de greffes. L'ébourgeonnage peut débuter dès que la vigne a commencé à pousser. Cette méthode permet, en partie, de réguler les rendements. Le relevage est pratiqué lorsque la vigne commence à avoir bien poussé. En général, deux à trois relevages sont pratiqués. Pour finir avec le travail manuel à la vigne, se réalise l'étape importante des vendanges.

#### Travail mécanique
L'enjambeur est d'une aide précieuse. Les différents travaux se composent du broyage des sarments ; de trou fait à la tarière, là où les pieds de vignes sont manquants ; de labourage ou griffage, réalisé dans le but d'aérer les sols et de supprimer des mauvaises herbes. De désherbage. De plusieurs traitements des vignes, réalisés dans le but de les protéger contre certaines maladies cryptogamiques (mildiou, oïdium, pourriture grise, etc.). De plusieurs rognages consistant à reciper ou couper les branches de vignes (rameaux) qui dépassent du système de palissage. Des vendanges mécaniques se réalisant avec une machine à vendanger ou une tête de récolte montée sur un enjambeur.

### Rendements
Les rendements sont de 55 hectolitres par hectare pour le rendement de base et 67 hectolitres par hectare pour le rendement butoir.

## Vins

### Titres alcoométriques volumique minimal et maximal
Le titre alcoométrique volumique est de 10,5 % volume au minimal et de 13 % volume au maximal.

### Vinification et élevage
Voici les méthodes générales de vinification pour cette appellation. Il existe cependant des petites différences de méthode entre les différents viticulteurs, négociants et caves coopératives.

#### Vinification en rouge

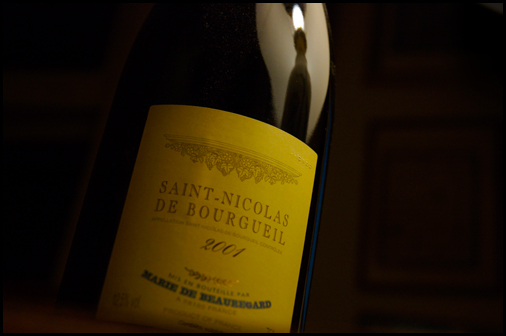
Saint-nicolas-de-bourgueil AOC

La récolte des raisins se fait à maturité et de façon manuelle ou mécanique. La vendange manuelle est parfois triée, soit à la vigne soit à la cave avec une table de tri, ce qui permet d'enlever les grappes pourries ou insuffisamment mûres. La vendange manuelle est généralement éraflée puis mise en cuve. Une macération pré-fermentaire à froid est quelquefois pratiquée. La fermentation alcoolique peut démarrer, le plus souvent après un levurage. Commence alors le travail d'extraction des polyphénols (tanins, anthocyanes) et autres éléments du raisin. L'extraction se faisait par pigeage, opération qui consiste à enfoncer le chapeau de marc dans le jus en fermentation. Plus couramment, l'extraction est conduite aussi par des remontages, opération qui consiste à pomper le jus depuis le bas de la cuve pour arroser le chapeau de marc et ainsi lessiver les composants qualitatifs du raisin. Les températures de fermentation alcoolique peuvent être plus ou moins élevées, avec une moyenne générale de 28 à 35 degrés au maximum de la fermentation. La chaptalisation est réalisée si le degré naturel est insuffisant : cette pratique est réglementée. À l'issue de la fermentation alcoolique suit l'opération de décuvage qui donne le vin de goutte et le vin de presse. La fermentation malolactique se déroule après mais est dépendante de la température. Le vin est soutiré et mis en fût ou cuve pour son élevage. L'élevage se poursuit pendant plusieurs mois (6 à 24 mois) puis le vin est collé, filtré et mis en bouteilles.

#### Vinification en rosé
La récolte est manuelle ou mécanique. Deux méthodes sont utilisées avec soit le pressurage (rosé de pressurage), soit une mise en cuve de la vendange pour un début de macération : c'est la saignée (rosé de saignée), effectuée avec le tirage du jus de la cuve. La fermentation alcoolique se passe en cuve comme pour le blanc avec suivi de température, chaptalisation, etc. La fermentation malolactique suit généralement. L'élevage se passe en cuve, parfois en fût. Enfin, le vin est filtré et mis en bouteille.

### Terroir et vins
Les sols sablo-graveleux, à fond argileux donnent des vins rouges avec une robe de couleur pourpre, des arômes de petits fruits rouges, de violette pour les vins provenant de graviers ; de framboise, de mûre, de réglisse et d'épices pour les vins ayant pour type de sols la craie de tuffeau. Selon le type de sols, la bouche est soit souple et coulante soit dense et charnue.

### Gastronomie, garde et température de service
Les vins rouges jeunes accompagnent bien des viandes blanches, de la charcuterie, des grillades... Les vins rouges plus évolués en age s'accordent bien avec des viandes rouges, du gibier... Les vins rosés accompagnent de la charcuterie des grillades, des pizzas...
Les vins provenant des graviers se gardent entre 2 et 5 ans et se servent vers 14 degrés. Les vins provenant des tuffeaux se gardent entre 5 et 10 ans et se servent aux alentours de 17 degrés . Les vins rosés se gardent environ 2 ans et se servent vers 10 degrés.

## Économie

### Commercialisation
La commercialisation de cette appellation se fait par divers canaux de vente : dans les caveaux du viticulteur, dans les salons des vins (vignerons indépendants, etc.), dans les foires gastronomiques, par exportation, dans les cafés-hôtels-restaurants (C.H.R.), dans les grandes et moyennes surfaces (G.M.S.).

### Structure des exploitations
Il existe des domaines de tailles différentes. Ces domaines mettent tout ou une partie de leurs propres vins en bouteilles et s'occupent aussi de le vendre. Les autres, ainsi que ceux qui ne vendent pas tous leurs vins en bouteilles, les vendent aux maisons de négoce.
Les maisons de négoce achètent leurs vins, en général, en vin fait (vin fini) mais parfois en raisin ou en moût. Elles achètent aux domaines et passent par un courtier en vin qui sert d'intermédiaire moyennant une commission de l'ordre de 2 % à la charge de l'acheteur.

### Listes des producteurs
Cette AOC comprend 145 producteurs avec 138 viticulteurs dont 133 d'entre eux vinifient leurs vins. Sur ces vinificateurs, il y a 126 domaines, 2 caves coopératives et 5 maisons de négociants.